# 2003年自由民主党総裁選挙
2003年自由民主党総裁選挙（2003ねんじゆうみんしゅとうそうさいせんきょ）は、2003年（平成15年）9月20日に行われた日本の自由民主党の党首である総裁の選挙である。

## 概要
小泉純一郎総裁の任期満了に伴って行われた総裁選挙である。この選挙で選出された総裁から任期が2年から3年に延長された。各都道府県連の持ち票が党員数に応じてそれぞれ3票から11票ずつ配分された。
2001年4月以降の小泉政権、約2年間半の実績が党内で問われた選挙になった。
当時自民党最大派閥の橋本派は、青木幹雄ら小泉再選を支持するグループと野中広務ら藤井孝男を擁立するグループとの分裂選挙となり弱体化を印象づけた。野中の「毒まんじゅう」発言が出たのはこのときのことである。

## 立候補者
- 小泉純一郎（森派）
- 亀井静香（江藤・亀井派）
- 藤井孝男（橋本派）
- 高村正彦（高村派）

| 候補者     | 小泉純一郎           | 亀井静香                   | 藤井孝男             | 高村正彦               |
| ---------- | -------------------- | -------------------------- | -------------------- | ---------------------- |
| 推薦人代表 | 森喜朗（森派）       | 谷津義男（江藤・亀井派）   | 笹川堯（橋本派）     | 臼井日出男（高村派）   |
| 選挙責任者 | 安倍晋三（森派）     | 江藤隆美（江藤・亀井派）   | 津島雄二（橋本派）   | 大島理森（高村派）     |
| 推薦人     | 青木幹雄（橋本派）   | 荒井広幸（江藤・亀井派）   | 今村雅弘（橋本派）   | 赤城徳彦（高村派）     |
| 推薦人     | 阿部正俊（小里派）   | 栗原博久（江藤・亀井派）   | 岩倉博文（橋本派）   | 伊藤信太郎（高村派）   |
| 推薦人     | 甘利明（山崎派）     | 阪上善秀（江藤・亀井派）   | 大木浩（橋本派）     | 北川知克（高村派）     |
| 推薦人     | 石川要三（河野G）    | 永岡洋治（江藤・亀井派）   | 岡下信子（橋本派）   | 七条明（高村派）       |
| 推薦人     | 石破茂（橋本派）     | 林省之介（江藤・亀井派）   | 奥山茂彦（橋本派）   | 鈴木恒夫（河野G）      |
| 推薦人     | 石原伸晃（山崎派）   | 増原義剛（江藤・亀井派）   | 木村隆秀（橋本派）   | 砂田圭佑（高村派）     |
| 推薦人     | 植竹繁雄（無派閥）   | 松浪健太（江藤・亀井派）   | 倉田雅年（橋本派）   | 谷洋一（江藤・亀井派） |
| 推薦人     | 上野公成（森派）     | 松宮勲（江藤・亀井派）     | 小泉龍司（橋本派）   | 野田聖子（高村派）     |
| 推薦人     | 小里貞利（小里派）   | 吉田幸弘（江藤・亀井派）   | 斉藤斗志二（橋本派） | 浜田靖一（無派閥）     |
| 推薦人     | 片山虎之助（橋本派） | 魚住汎英（江藤・亀井派）   | 高鳥修（橋本派）     | 林義郎（堀内派）       |
| 推薦人     | 久世公堯（小里派）   | 柏村武昭（江藤・亀井派）   | 萩野浩基（橋本派）   | 平沢勝栄（山崎派）     |
| 推薦人     | 自見庄三郎（山崎派） | 亀井郁夫（江藤・亀井派）   | 村井仁（橋本派）     | 村上誠一郎（高村派）   |
| 推薦人     | 関谷勝嗣（山崎派）   | 後藤博子（江藤・亀井派）   | 森岡正宏（橋本派）   | 森英介（河野G）        |
| 推薦人     | 中馬弘毅（河野G）    | 椎名一保（江藤・亀井派）   | 山口泰明（橋本派）   | 山口俊一（無派閥）     |
| 推薦人     | 葉梨信行（堀内派）   | 中川義雄（江藤・亀井派）   | 吉川貴盛（橋本派）   | 山本有二（高村派）     |
| 推薦人     | 森田一（小里派）     | 仲道俊哉（江藤・亀井派）   | 渡辺博道（橋本派）   | 有村治子（高村派）     |
| 推薦人     | 八代英太（橋本派）   | 日出英輔（江藤・亀井派）   | 斎藤十朗（橋本派）   | 山東昭子（高村派）     |
| 推薦人     | 山崎正昭（森派）     | 福島啓史郎（江藤・亀井派） | 松田岩夫（橋本派）   | 林芳正（堀内派）       |

## 選挙の開票結果
|            | 得票数 | 議員票 | 党員票 |
| ---------- | ------ | ------ | ------ |
| 小泉純一郎 | 399票  | 194票  | 205票  |
| 亀井静香   | 139票  | 66票   | 73票   |
| 藤井孝男   | 65票   | 50票   | 15票   |
| 高村正彦   | 54票   | 47票   | 7票    |